# 西卡莫爾 (喬治亞州)
西卡莫爾（英語：Sycamore）是一個位於美國喬治亞州特納縣的城市。

## 地理
西卡莫爾的座標為31°40′15″N 83°38′02″W / 31.67083°N 83.63389°W，而該地的平均海拔高度為119米（即390英尺）。

## 人口
根據2010年美國人口普查的數據，西卡莫爾的面積為2.60平方千米，當中陸地面積為2.60平方千米，而水域面積為0.00平方千米。當地共有人口711人，而人口密度為每平方千米273.46人。